# Lavours
Lavours ist eine französische Gemeinde im Département Ain in der Region Auvergne-Rhône-Alpes. Sie gehört zum Kanton Belley im Arrondissement Belley. Die Bewohner nennen sich Lavortins.

## Lage
Die Gemeinde Lavours liegt an der Rhône, die hier die Grenze zum Département Savoie markiert, zehn Kilometer nordwestlich von Belley. Im Osten hat Lavours einen Anteil am flachen Sumpfgebiet Réserve naturelle du Marais de Lavours. Nachbargemeinden sind Culoz im Norden, Chanaz im Osten, Cressin-Rochefort im Süden, Pollieu im Südwesten und Flaxieu im Westen.

## Bevölkerungsentwicklung
| Jahr                       | 1962 | 1968 | 1975 | 1982 | 1990 | 1999 | 2010 | 2021 |
| Einwohner                  | 126  | 147  | 142  | 144  | 108  | 117  | 148  | 136  |
| Quellen: Cassini und INSEE |      |      |      |      |      |      |      |      |

## Sehenswürdigkeiten
- Kirche Saint-Pierre
- Maison Gallet, ein Haus in privatem Besitz, seit 1933 Monument historique
- Schloss Lavours, erbaut im 15./16. Jahrhundert
- Schloss Beaulieu, restauriert im 15. Jahrhundert
- Galloromanischer Sarkophag Le Lit-du-Roi

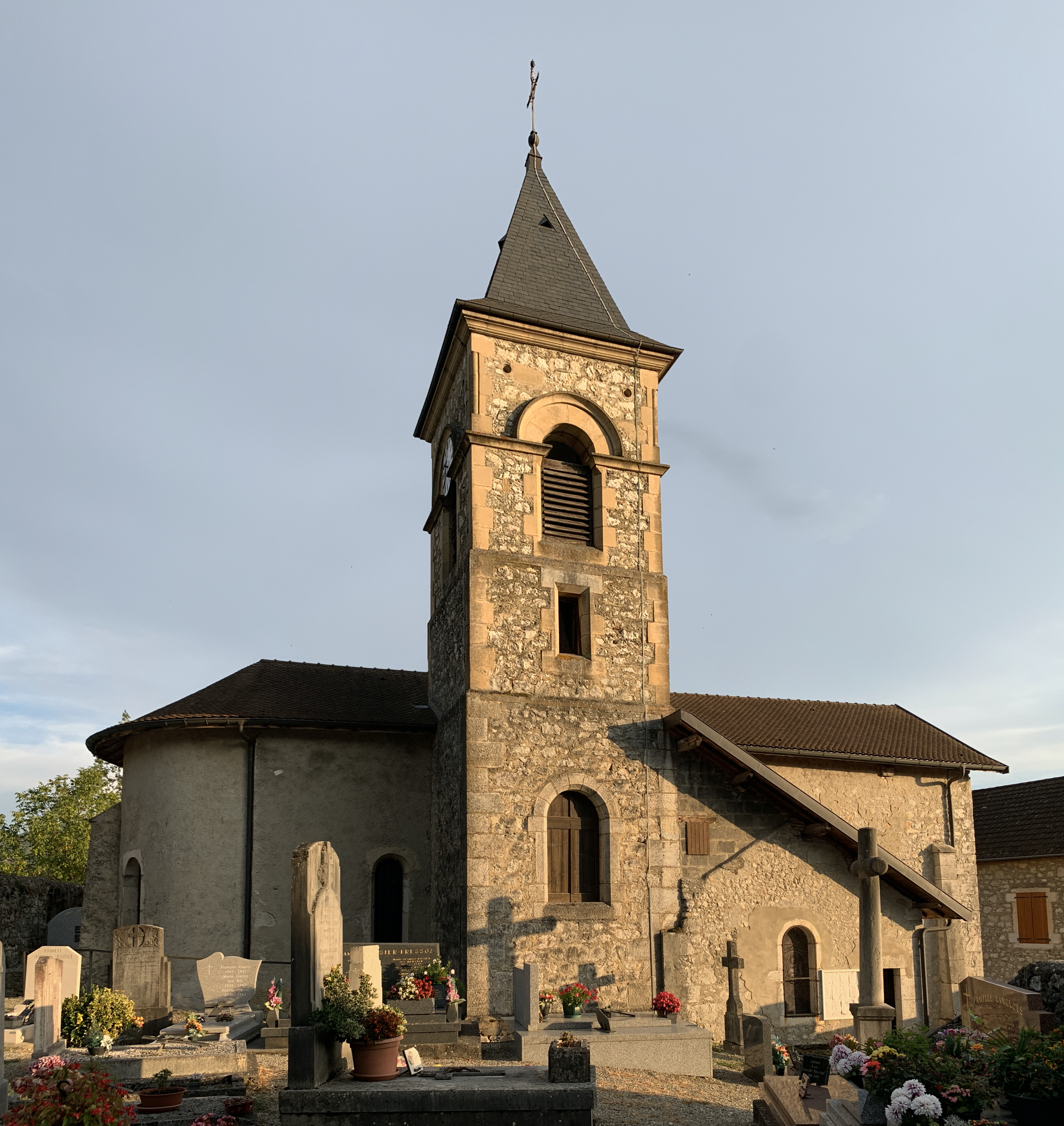
Kirche Saint-Pierre
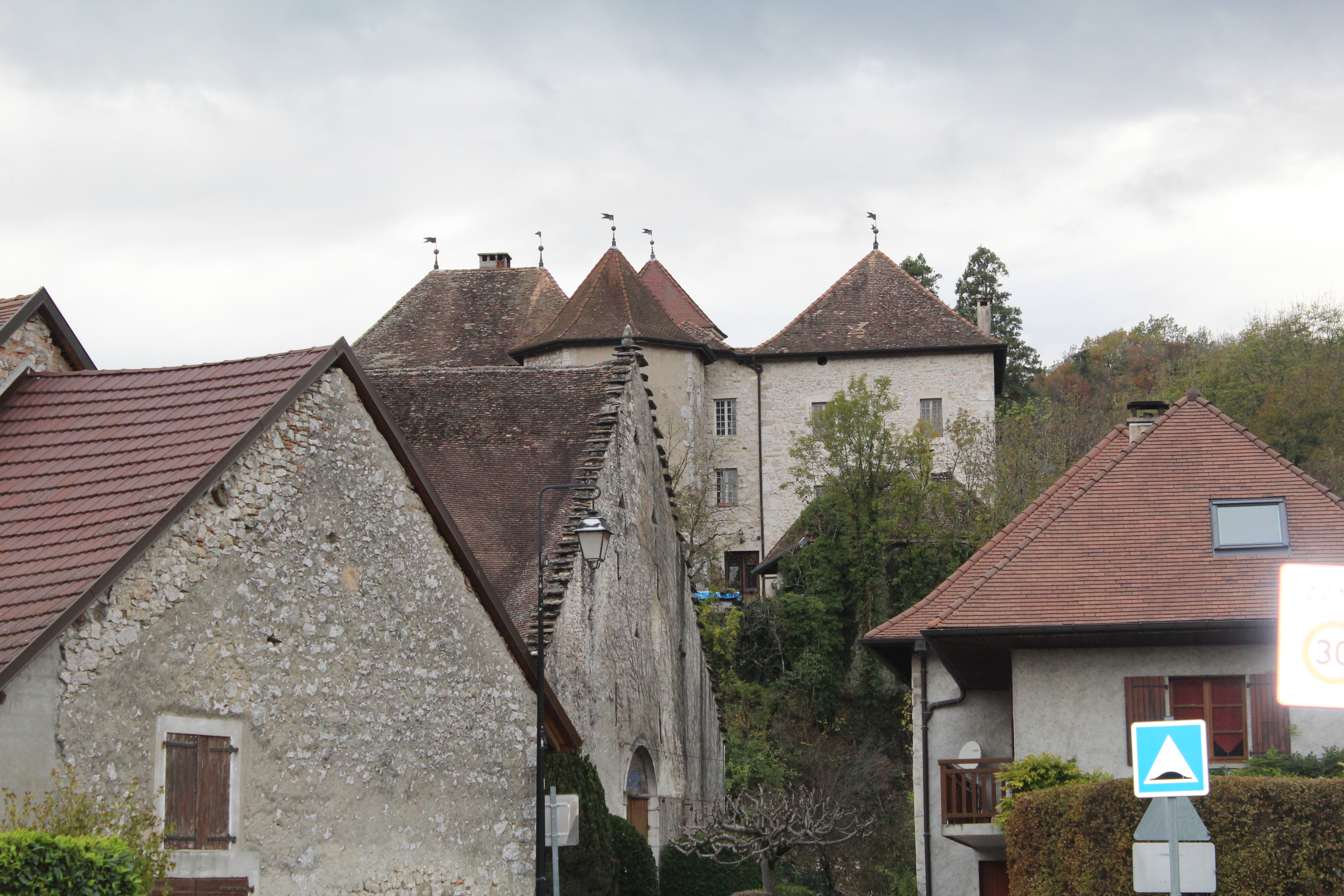
Schloss Lavours
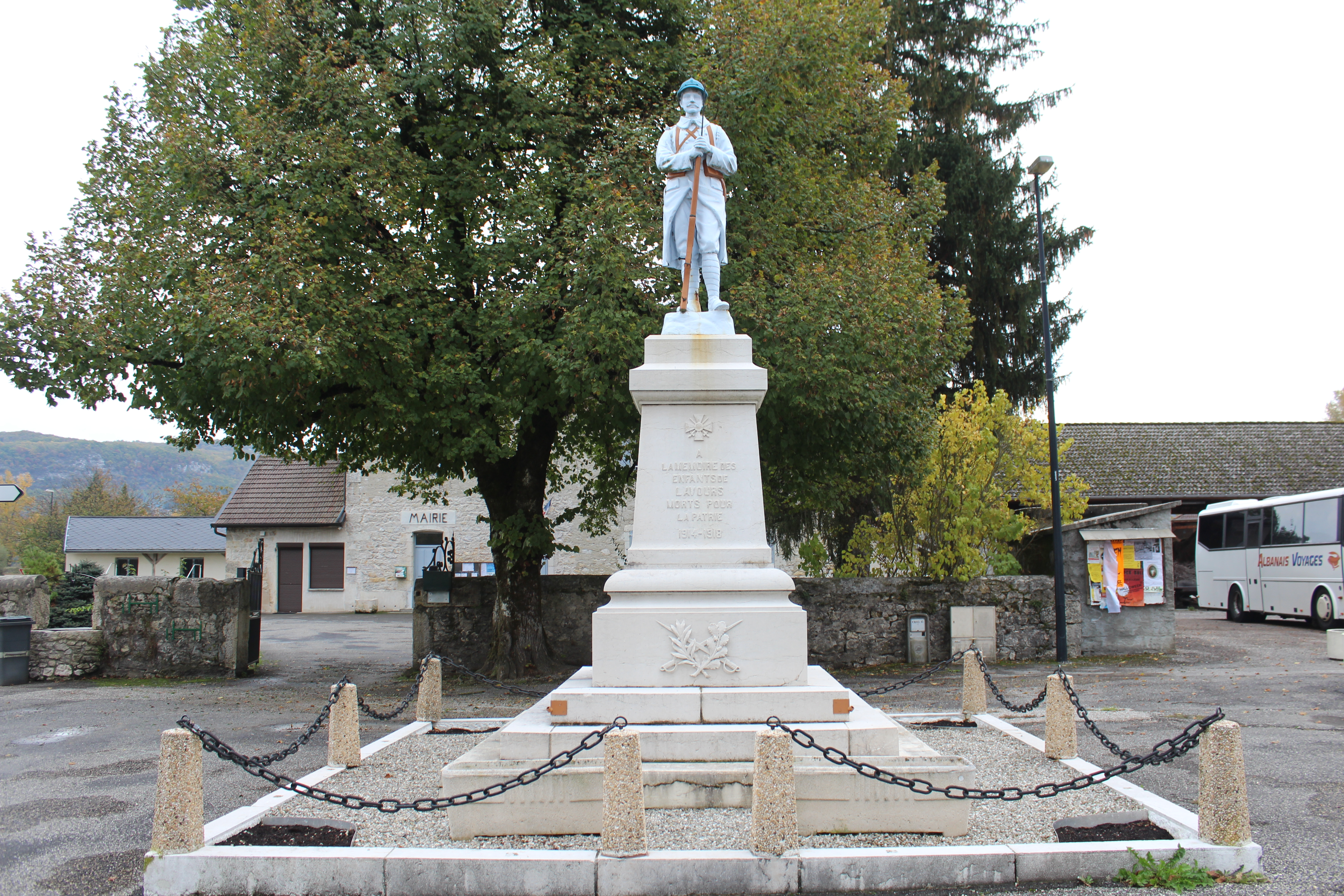
Gefallenendenkmal

## Weinbau
In Lavours gibt es Rebflächen, die die Bezeichnung Vin du Bugey tragen dürfen.